# Theodor Rogalski
Theodor Rogalski (født 11. april 1901 i Bukarest, Rumænien - død 2. februar 1954 i Zürich, Schweiz) var en rumænsk komponist, dirigent, lærer og pianist af polsk oprindelse.
Rogalski studerede komposition på Bukarest Musikkonservatorium (1919-1920) hos Alfonso Castaldi og Dimitrie Cuclin. Studerede herefter i Leipzig (1920-1923), for derefter igen at studere på Schola Cantorum i Paris (1923-1926) hos bl.a. Maurice Ravel og Vincent d´Indy. Han var dirigent for Bukarest Radio Symfoniorkester og underviste på Bukarest Musikkonservatorium (1930-1951).
Rogalski komponerede symfonisk musik, orkesterværker, kammermusik, klaverstykker, suiter, vokalmusik etc.

## Udvalgte værker
- 3 Symfoniske danse - for orkester
- 2 Symfoniske suiter - for orkester
- 3 Rumænske danse - for orkester
- 3 Rumænske ballader - for tenor og orkester